# Desmiphora scapularis
Desmiphora scapularis là một loài bọ cánh cứng trong họ Cerambycidae.